# 5 (číslo)
Pět je přirozené číslo, které leží mezi čtyřkou a šestkou. Římská číslice pro číslo pět je V. Tutéž číselnou hodnotu má i hebrejské písmeno he.

## Matematika
Pětka je
- Fermatovo prvočíslo: {\displaystyle 5=2^{2^{1}}+1}
- nejmenší Wilsonovo prvočíslo
- čtvercové pyramidové číslo a zároveň pětiúhelníkové číslo
- celá čísla, která mají v desítkové soustavě poslední číslici 0 nebo 5, jsou dělitelná pětkou beze zbytku.
- existuje pět platónských těles

## Chemie
- 5 je atomové číslo boru

## Kulturní význam
- k základům islámu patří pět pilířů. Muslimové provádějí pětkrát denně modlitbu;
- v tradiční čínské filosofii (i medicíně) učení o pěti prvcích (wu-sing, též pět elementů) se rozšířilo i do okolních zemí a tvoří základ filosofie chápání vztahů a zákonitostí světa a zdraví. Základní prvky: 木 - strom/dřevo, 火 - oheň, 土 - zem, 金 - kov a 水 - voda.
- pětka znamená něco nadbytečného – „páté kolo u vozu“;
- pětka ve škole označuje nejhorší možnou známku – „nedostatečně“. V ruském známkování v pětibodovém systému ovšem znamená nejvyšší známku (pět bodů; v desetibodovém systému však znamená slabý podprůměr).
- číslo 5 bylo významné v magických rituálech svobodných zednářů, kde symbolizovalo cosi výjimečného, nedotknutelného a nesmírně tajemného

### Knihy
- Bylo nás pět – kniha Karla Poláčka
- Pět neděl v baloně – dobrodružný román Julese Verna

### Filmy
- Číslo pět žije
- Pět holek na krku
- Bylo nás pět
- Pátý element
- Pražská 5

## Latina a řečtina
- Latinský ekvivalent pro pět je quinque a pro pátý quintus; lze je najít ve slovech:

kvinta, kvintet;
- řecký výraz pro pět je penta a lze jej najít například ve slově:
pentagon (pětiúhelník), pentagram (pěticípá hvězda), pentametr, pentateuch.

## Roky
- 5
- 5 př. n. l.

## Ostatní
- Lidské tělo má pět velkých výběžků (jedna hlava, dvě ruce a dvě nohy), na rukou i nohou má pět prstů.
- Je pět základních chutí – sladký, kyselý, hořký, slaný, umami.
- Olympijská vlajka obsahuje pět olympijských kruhů.
- Pěticípá hvězda